# Lancashire Fusiliers
Il Lancashire Fusiliers era un reggimento di fanteria del British Army; creato nel 1688 con il nome di Peyton's Regiment of Foot, divenne 20th Regiment of Foot nel 1751 e 20th (East Devonshire) Regiment of Foot nel 1782, per poi assumere la designazione di Lancashire Fusiliers ("Fucilieri del Lancashire") nel 1881. Nel corso della sua storia il reggimento prese parte a molti dei principali conflitti sostenuti dal Regno Unito, dalla guerra di successione spagnola alla guerra dei sette anni e alle guerre napoleoniche, fino alla partecipazione ai due conflitti mondiali.
Nel 1968 il reggimento fu sciolto e amalgamanto con altre unità della Fusilier Brigade per dare vita al Royal Regiment of Fusiliers.